# Maxillaria caucae
Maxillaria caucae är en orkidéart som beskrevs av Leslie Andrew Garay. Maxillaria caucae ingår i släktet Maxillaria och familjen orkidéer.
Artens utbredningsområde är Colombia. Inga underarter finns listade i Catalogue of Life.